# Olympische Sommerspiele 2024/Teilnehmer (Österreich)
| Gelbes Symbol für Goldmedaillen mit stilisierten Olympischen Ringen | Graues Symbol für Silbermedaillen mit stilisierten Olympischen Ringen | Braundes Symbol für Bronzemedaillen mit stilisierten Olympischen Ringen |
| ------------------------------------------------------------------- | --------------------------------------------------------------------- | ----------------------------------------------------------------------- |
| 2                                                                   | —                                                                     | 3                                                                       |

Österreich nahm an den Olympischen Spielen 2024 vom 26. Juli bis zum 11. August 2024 in Paris teil. Es war die insgesamt 29. Teilnahme an Olympischen Sommerspielen.

## Geschichte
Vom Österreichischen Olympischen Comité (ÖOC) wurden 81 Aktive nominiert, davon 44 Sportler und 37 Sportlerinnen aus 19 der 32 Sportarten. Es war die größte Abordnung des ÖOC bei Sommerspielen seit Sydney 2000 mit damals 94 Teilnehmern. Als Fahnenträger der Eröffnungsfeier wurden Judoka Michaela Polleres und Kanute Felix Oschmautz ausgewählt.
Die offizielle Kleidungskollektion bestehend aus rund 60 Kleidungsstücken für die Olympischen und die Paralympischen Spiele 2024 wurde am 7. Mai 2024 in Wien präsentiert. Die Verabschiedung und Vereidigung durch Bundespräsident Alexander Van der Bellen erfolgte am 11. Juli 2024.  Jüngste Teilnehmerin war die 18-jährige Kunstturnerin Charlize Mörz (* 2005), ältester Teilnehmer der 51-jährige Springreiter Gerfried Puck (* 1973).
Als Fahnenträger der Abschlussfeier wurden die Olympiasieger im Segeln Lara Vadlau und Lukas Mähr ausgewählt.

## Medaillen

### Medaillenspiegel
| Nr.    | Sportart      | Gold | Silber | Bronze | Gesamt |
| ------ | ------------- | ---- | ------ | ------ | ------ |
| 1      | Segeln        | 2    | –      | –      | 2      |
| 2      | Sportklettern | –    | –      | 2      | 2      |
| 3      | Judo          | –    | –      | 1      | 1      |
| Gesamt | Gesamt        | 2    | –      | 3      | 5      |

### Medaillengewinner
| Name/n                 | Sportart      | Wettkampf      |
| ---------------------- | ------------- | -------------- |
| Gold                   |               |                |
| Lukas Mähr Lara Vadlau | Segeln        | 470er (Mixed)  |
| Valentin Bontus        | Segeln        | Formula Kite   |
| Bronze                 |               |                |
| Michaela Polleres      | Judo          | Mittelgewicht  |
| Jakob Schubert         | Sportklettern | Boulder & Lead |
| Jessica Pilz           | Sportklettern | Boulder & Lead |

## Teilnehmer nach Sportarten

### Badminton
Auf Grundlage der Neuzuweisung nicht genutzter Quotenplätze im Rahmen der BWF Race to Paris-Rangliste qualifizierte sich ein österreichischer Sportler für das olympische Turnier.
| Athleten                  | Wettbewerb | Gruppenphase   | Gruppenphase       | Gruppenphase | Gruppenphase | Achtelfinale  | Achtelfinale  | Viertelfinale | Viertelfinale | Halbfinale    | Halbfinale    | Finale / Platz 3 | Finale / Platz 3 | Rang |
| Athleten                  | Wettbewerb | Gegner         | Ergebnis           | Punkte       | Rang         | Gegner        | Ergebnis      | Gegner        | Ergebnis      | Gegner        | Ergebnis      | Gegner           | Ergebnis         | Rang |
| ------------------------- | ---------- | -------------- | ------------------ | ------------ | ------------ | ------------- | ------------- | ------------- | ------------- | ------------- | ------------- | ---------------- | ---------------- | ---- |
| Männer                    |            |                |                    |              |              |               |               |               |               |               |               |                  |                  |      |
| Collins Valentine Filimon | Einzel     | A. Antonsen    | 0:2 (10:21, 18:21) | 0            | 3            | ausgeschieden | ausgeschieden | ausgeschieden | ausgeschieden | ausgeschieden | ausgeschieden | ausgeschieden    | ausgeschieden    | 27   |
| Collins Valentine Filimon | Einzel     | A. R. Dwicahyo | 0:2 (18:21, 11:21) | 0            | 3            | ausgeschieden | ausgeschieden | ausgeschieden | ausgeschieden | ausgeschieden | ausgeschieden | ausgeschieden    | ausgeschieden    | 27   |

### Beachvolleyball
Über das olympische Qualifikationsranking qualifizierte sich ein österreichisches Team bei den Männern für die Olympischen Spiele.
| Athleten                    | Gruppenphase        | Gruppenphase       | Gruppenphase | Gruppenphase | Achtelfinale  | Achtelfinale  | Viertelfinale | Viertelfinale | Halbfinale    | Halbfinale    | Finale / Platz 3 | Finale / Platz 3 | Rang |
| Athleten                    | Gegner              | Ergebnis           | Punkte       | Rang         | Gegner        | Ergebnis      | Gegner        | Ergebnis      | Gegner        | Ergebnis      | Gegner           | Ergebnis         | Rang |
| --------------------------- | ------------------- | ------------------ | ------------ | ------------ | ------------- | ------------- | ------------- | ------------- | ------------- | ------------- | ---------------- | ---------------- | ---- |
| Männer                      |                     |                    |              |              |               |               |               |               |               |               |                  |                  |      |
| Julian Hörl Alexander Horst | Evandro / Arthur    | 0:2 (18:21, 19:21) | 3            | 4            | ausgeschieden | ausgeschieden | ausgeschieden | ausgeschieden | ausgeschieden | ausgeschieden | ausgeschieden    | ausgeschieden    | 19   |
| Julian Hörl Alexander Horst | Perušič / Schweiner | 0:2 (18:21, 13:21) | 3            | 4            | ausgeschieden | ausgeschieden | ausgeschieden | ausgeschieden | ausgeschieden | ausgeschieden | ausgeschieden    | ausgeschieden    | 19   |
| Julian Hörl Alexander Horst | Schachter / Dearing | 0:2 (16:21, 15:21) | 3            | 4            | ausgeschieden | ausgeschieden | ausgeschieden | ausgeschieden | ausgeschieden | ausgeschieden | ausgeschieden    | ausgeschieden    | 19   |

### Bogenschießen
Über die Europameisterschaften 2024 konnte ein Quotenplatz im Einzel der Frauen erreicht werden. Im Juli wurde Elisabeth Straka nominiert.
| Athleten         | Wettbewerb | Qualifikation | Qualifikation | 1. Runde   | 1. Runde | 2. Runde      | 2. Runde      | Achtelfinale  | Achtelfinale  | Viertelfinale | Viertelfinale | Halbfinale    | Halbfinale    | Finale / Platz 3 | Finale / Platz 3 | Rang |
| Athleten         | Wettbewerb | Ringe         | Rang          | Gegner     | Ergebnis | Gegner        | Ergebnis      | Gegner        | Ergebnis      | Gegner        | Ergebnis      | Gegner        | Ergebnis      | Gegner           | Ergebnis         | Rang |
| ---------------- | ---------- | ------------- | ------------- | ---------- | -------- | ------------- | ------------- | ------------- | ------------- | ------------- | ------------- | ------------- | ------------- | ---------------- | ---------------- | ---- |
| Frauen           |            |               |               |            |          |               |               |               |               |               |               |               |               |                  |                  |      |
| Elisabeth Straka | Einzel     | 667 PB        | 10            | Q. Roeffen | 4:6      | ausgeschieden | ausgeschieden | ausgeschieden | ausgeschieden | ausgeschieden | ausgeschieden | ausgeschieden | ausgeschieden | ausgeschieden    | ausgeschieden    | 33   |

### Golf
Über das Olympic Golf Ranking der IGF qualifizierten sich drei österreichische Golfer für die Olympischen Spiele.
| Athleten      | Runde 1 | Runde 2 | Runde 3 | Runde 4 | Gesamt | Par | Rang |
| ------------- | ------- | ------- | ------- | ------- | ------ | --- | ---- |
| Frauen        |         |         |         |         |        |     |      |
| Sarah Schober | 75      | 73      | 73      | 79      | 300    | +12 | 47   |
| Emma Spitz    | 75      | 70      | 75      | 70      | 290    | +2  | 29   |
| Männer        |         |         |         |         |        |     |      |
| Josef Straka  | 67      | 74      | 70      | 71      | 282    | −2  | 35   |

### Judo
Über die IJF-Weltrangliste konnten sich vier österreichische Judokas direkt qualifizieren. Katharina Tanzer erhielt einen europäischer Kontinentalplatz. Durch die Qualifikation in den entsprechenden Gewichtsklassen bekam Österreich noch einen zusätzlichen Einladungsplatz um auch beim Mixed-Team an den Start gehen zu können. Shamil Borchashvili verzichtete trotz erbrachter Qualifikation auf eine Nominierung, womit sein Bruder Wachid Borchashvili auf einen Qualifikationsplatz nachrückte.
| Athleten                                                                                           | Wettbewerb        | 1. Runde    | 1. Runde | 2. Runde  | 2. Runde | Achtelfinale      | Achtelfinale  | Viertelfinale    | Viertelfinale | Halbfinale / Trostrunde | Halbfinale / Trostrunde | Finale / Platz 3 | Finale / Platz 3 | Rang   |
| Athleten                                                                                           | Wettbewerb        | Gegner      | Ergebnis | Gegner    | Ergebnis | Gegner            | Ergebnis      | Gegner           | Ergebnis      | Gegner                  | Ergebnis                | Gegner           | Ergebnis         | Rang   |
| -------------------------------------------------------------------------------------------------- | ----------------- | ----------- | -------- | --------- | -------- | ----------------- | ------------- | ---------------- | ------------- | ----------------------- | ----------------------- | ---------------- | ---------------- | ------ |
| Frauen                                                                                             |                   |             |          |           |          |                   |               |                  |               |                         |                         |                  |                  |        |
| Katharina Tanzer                                                                                   | Klasse bis 48 kg  | Wong K. L.  | 10:0     | —         | —        | B. Baasanchüü     | 0:10          | ausgeschieden    | ausgeschieden | ausgeschieden           | ausgeschieden           | ausgeschieden    | ausgeschieden    | 9      |
| Lubjana Piovesana                                                                                  | Klasse bis 63 kg  | J. Kujulowa | 1s2:0s2  | —         | —        | L. Renshall       | 1s1:0s1       | P. Awiti Alcaraz | 0:1s1         | Kim J.-s.               | 10:0                    | C. Agbegnenou    | 0:10s1           | 5      |
| Michaela Polleres                                                                                  | Klasse bis 70 kg  | Freilos     | Freilos  | —         | —        | K.-J. Yeats-Brown | 1:0           | M.-È. Gahié      | 10:0          | M. Butkereit            | 0:10                    | A. Tsunoda       | 10:0             | Bronze |
| Männer                                                                                             |                   |             |          |           |          |                   |               |                  |               |                         |                         |                  |                  |        |
| Samuel Gassner                                                                                     | Klasse bis 73 kg  | H. Bayan    | 10:0     | —         | —        | A. Gjakova        | 0s1:10s1      | ausgeschieden    | ausgeschieden | ausgeschieden           | ausgeschieden           | ausgeschieden    | ausgeschieden    | 9      |
| Wachid Borchashvili                                                                                | Klasse bis 81 kg  | Freilos     | Freilos  | M. Faizad | 11s1:0s1 | T. Grigalaschwili | 0s2:1         | ausgeschieden    | ausgeschieden | ausgeschieden           | ausgeschieden           | ausgeschieden    | ausgeschieden    | 9      |
| Aaron Fara                                                                                         | Klasse bis 100 kg | A. Wolf     | 0:10     | —         | —        | ausgeschieden     | ausgeschieden | ausgeschieden    | ausgeschieden | ausgeschieden           | ausgeschieden           | ausgeschieden    | ausgeschieden    | 17     |
| Mixed                                                                                              |                   |             |          |           |          |                   |               |                  |               |                         |                         |                  |                  |        |
| Katharina Tanzer Lubjana Piovesana Michaela Polleres Samuel Gassner Wachid Borchashvili Aaron Fara | Mixed Team        | Freilos     | Freilos  | —         | —        | Deutschland       | 1:4           | ausgeschieden    | ausgeschieden | ausgeschieden           | ausgeschieden           | ausgeschieden    | ausgeschieden    | 9      |

### Kanu

#### Kanuslalom
| Athleten            | Wettbewerb | Vorlauf  | Vorlauf | Halbfinale | Halbfinale | Finale        | Finale        | Rang |
| Athleten            | Wettbewerb | Zeit     | Rang    | Zeit       | Rang       | Zeit          | Rang          | Rang |
| ------------------- | ---------- | -------- | ------- | ---------- | ---------- | ------------- | ------------- | ---- |
| Frauen              |            |          |         |            |            |               |               |      |
| Corinna Kuhnle      | K1         | 95,67 s  | 8       | 106,25 s   | 12         | 103,09 s      | 10            | 10   |
| Viktoria Wolffhardt | C1         | 110,39 s | 17      | 120,78 s   | 14         | ausgeschieden | ausgeschieden | 14   |
| Männer              |            |          |         |            |            |               |               |      |
| Felix Oschmautz     | K1         | 90,07 s  | 18      | 91,83 s    | 4          | 94,21 s       | 10            | 10   |

Boater-Cross
| Athleten            | Wettbewerb | Zeitfahren | Zeitfahren | Vorrunde | Vorrunde | Hoffnungslauf | Hoffnungslauf | Achtelfinale  | Achtelfinale  | Viertelfinale | Viertelfinale | Halbfinale    | Halbfinale    | Finale        | Finale        | Rang |
| Athleten            | Wettbewerb | Zeit       | Rang       | Zeit     | Rang     | Zeit          | Rang          | Zeit          | Rang          | Zeit          | Rang          | Zeit          | Rang          | Zeit          | Rang          | Rang |
| ------------------- | ---------- | ---------- | ---------- | -------- | -------- | ------------- | ------------- | ------------- | ------------- | ------------- | ------------- | ------------- | ------------- | ------------- | ------------- | ---- |
| Frauen              |            |            |            |          |          |               |               |               |               |               |               |               |               |               |               |      |
| Corinna Kuhnle      | K1 Cross   | 76,55 s    | 22         | —        | 4        | —             | 3             | ausgeschieden | ausgeschieden | ausgeschieden | ausgeschieden | ausgeschieden | ausgeschieden | ausgeschieden | ausgeschieden | 33   |
| Viktoria Wolffhardt | K1 Cross   | 80,83 s    | 32         | —        | 3        | —             | 2             | —             | 4             | ausgeschieden | ausgeschieden | ausgeschieden | ausgeschieden | ausgeschieden | ausgeschieden | 31   |
| Männer              |            |            |            |          |          |               |               |               |               |               |               |               |               |               |               |      |
| Felix Oschmautz     | K1 Cross   | 67,87 s    | 7          | —        | 1        | —             | —             | —             | 3             | ausgeschieden | ausgeschieden | ausgeschieden | ausgeschieden | ausgeschieden | ausgeschieden | 17   |

### Leichtathletik
Laufen und Gehen
| Athleten           | Wettbewerb   | Vorlauf     | Vorlauf | Hoffnungslauf | Hoffnungslauf | Halbfinale    | Halbfinale    | Finale        | Rang |
| Athleten           | Wettbewerb   | Zeit        | Rang    | Zeit          | Rang          | Zeit          | Rang          | Zeit          | Rang |
| ------------------ | ------------ | ----------- | ------- | ------------- | ------------- | ------------- | ------------- | ------------- | ---- |
| Frauen             |              |             |         |               |               |               |               |               |      |
| Susanne Gogl-Walli | 400 m        | 50,67 s     | 3       | —             | —             | 51,17 s       | 7             | ausgeschieden | 19   |
| Julia Mayer        | Marathon     | —           | —       | —             | —             | —             | —             | 2:35:14 h     | 55   |
| Männer             |              |             |         |               |               |               |               |               |      |
| Markus Fuchs       | 100 m        | 10,59 s     | 8       | —             | —             | ausgeschieden | ausgeschieden | ausgeschieden | 66   |
| Raphael Pallitsch  | 1500 m       | 3:38,20 min | 11      | 3:39,32 min   | 13            | ausgeschieden | ausgeschieden | ausgeschieden | 42   |
| Enzo Diessl        | 110 m Hürden | 13,63 s     | 6       | 13,56 s       | 4             | ausgeschieden | ausgeschieden | ausgeschieden | 26   |

Springen und Werfen
| Athleten            | Wettbewerb | Qualifikation | Qualifikation | Finale        | Rang |
| Athleten            | Wettbewerb | Weite/Höhe    | Rang          | Weite/Höhe    | Rang |
| ------------------- | ---------- | ------------- | ------------- | ------------- | ---- |
| Frauen              |            |               |               |               |      |
| Victoria Hudson     | Speerwurf  | 59,69 m       | 20            | ausgeschieden | 20   |
| Männer              |            |               |               |               |      |
| Lukas Weißhaidinger | Diskuswurf | 66,72 m       | 3             | 67,54 m       | 5    |

### Radsport

#### Bahn
Madison
| Athleten                             | Wettbewerb | Punkte | Rang |
| ------------------------------------ | ---------- | ------ | ---- |
| Männer                               |            |        |      |
| Raphael Kokas Maximilian Schmidbauer | Madison    | DNF    | 14   |

Omnium
| Athleten   | Wettbewerb | Scratch | Scratch | Temporennen | Temporennen | Ausscheidungsfahren | Ausscheidungsfahren | Punktefahren | Gesamt | Rang |
| Athleten   | Wettbewerb | Rang    | Punkte  | Rang        | Punkte      | Rang                | Punkte              | Punkte       | Gesamt | Rang |
| ---------- | ---------- | ------- | ------- | ----------- | ----------- | ------------------- | ------------------- | ------------ | ------ | ---- |
| Männer     |            |         |         |             |             |                     |                     |              |        |      |
| Tim Wafler | Omnium     | 13      | 16      | 16          | 10          | 19                  | 4                   | 25           | 55     | 13   |

#### Straße
| Athleten                | Wettbewerb       | Zeit         | Rang |
| ----------------------- | ---------------- | ------------ | ---- |
| Frauen                  |                  |              |      |
| Anna Kiesenhofer        | Straßenrennen    | 4:07:16 h    | 52   |
| Anna Kiesenhofer        | Einzelzeitfahren | 46:28,88 min | 33   |
| Christina Schweinberger | Straßenrennen    | 4:04:23 h    | 28   |
| Christina Schweinberger | Einzelzeitfahren | 41:52,02 min | 10   |
| Männer                  |                  |              |      |
| Felix Großschartner     | Straßenrennen    | 6:21:54 h    | 26   |
| Felix Großschartner     | Einzelzeitfahren | 38:17,36 min | 19   |
| Marco Haller            | Straßenrennen    | 6:20:50 h    | 6    |

#### Mountainbike
| Athleten           | Wettbewerb    | Zeit      | Rang |
| ------------------ | ------------- | --------- | ---- |
| Frauen             |               |           |      |
| Mona Mitterwallner | Cross-Country | 1:34:44 h | 18   |
| Laura Stigger      | Cross-Country | 1:30:15 h | 6    |
| Männer             |               |           |      |
| Maximilian Foidl   | Cross-Country | 1:31:26 h | 22   |

### Reiten

#### Dressurreiten
| Athleten                                              | Wettbewerb | Prozent / Punkte           | Prozent / Punkte | Prozent / Punkte | Rang |
| Athleten                                              | Wettbewerb | Grand Prix (Qualifikation) | GP Spécial       | GP Kür           | Rang |
| ----------------------------------------------------- | ---------- | -------------------------- | ---------------- | ---------------- | ---- |
| Florian Bacher                                        | Einzel     | 71,009 %                   | —                | ausgeschieden    | 26   |
| Victoria Max-Theurer                                  | Einzel     | 74,301 %                   | —                | 75,375 %         | 17   |
| Stefan Lehfellner                                     | Einzel     | 68,183 %                   | —                | ausgeschieden    | 45   |
| Florian Bacher Victoria Max-Theurer Stefan Lehfellner | Mannschaft | 213,493 %                  | 211,505 %        | —                | 9    |

#### Springreiten
| Athleten                                    | Wettbewerb | Strafpunkte   | Strafpunkte   | Strafpunkte   | Strafpunkte   | Strafpunkte   | Strafpunkte   | Rang |
| Athleten                                    | Wettbewerb | Einzelwertung | Einzelwertung | Einzelwertung | Nationenpreis | Nationenpreis | Nationenpreis | Rang |
| Athleten                                    | Wettbewerb | Qualifikation | Finale        | Stechen       | 1. Umlauf     | 2. Umlauf     | Stechen       | Rang |
| ------------------------------------------- | ---------- | ------------- | ------------- | ------------- | ------------- | ------------- | ------------- | ---- |
| Max Kühner                                  | Einzel     | 4             | 4             | ausgeschieden | —             | —             | —             | 7    |
| Gerfried Puck                               | Einzel     | 12            | ausgeschieden | ausgeschieden | —             | —             | —             | 59   |
| Katharina Rhomberg                          | Einzel     | 4             | ausgeschieden | ausgeschieden | —             | —             | —             | 36   |
| Gerfried Puck Max Kühner Katharina Rhomberg | Mannschaft | —             | —             | —             | 28            | ausgeschieden | ausgeschieden | 13   |

#### Vielseitigkeitsreiten
| Athleten                            | Wettbewerb | Minuspunkte Dressur                                                                       | Minuspunkte Gelände                                                                       | Minuspunkte Springen                                                                      | Minuspunkte Springen                                                                      | Minuspunkte Gesamt                                                                        | Rang                                                                                      |
| ----------------------------------- | ---------- | ----------------------------------------------------------------------------------------- | ----------------------------------------------------------------------------------------- | ----------------------------------------------------------------------------------------- | ----------------------------------------------------------------------------------------- | ----------------------------------------------------------------------------------------- | ----------------------------------------------------------------------------------------- |
| Harald Ambros mit Vitorio Du Montet | Einzel     | 36,50                                                                                     | 6,80                                                                                      | 10,0                                                                                      | ausgeschieden                                                                             | 53,30                                                                                     | 34                                                                                        |
| Lea Siegl                           | Einzel     | Das Pferd Fighting Line bestand den Gesundheitstest nicht und erhielt keine Startfreigabe | Das Pferd Fighting Line bestand den Gesundheitstest nicht und erhielt keine Startfreigabe | Das Pferd Fighting Line bestand den Gesundheitstest nicht und erhielt keine Startfreigabe | Das Pferd Fighting Line bestand den Gesundheitstest nicht und erhielt keine Startfreigabe | Das Pferd Fighting Line bestand den Gesundheitstest nicht und erhielt keine Startfreigabe | Das Pferd Fighting Line bestand den Gesundheitstest nicht und erhielt keine Startfreigabe |

### Rudern
| Athleten                            | Wettbewerb                  | Vorlauf     | Vorlauf | Vorlauf       | Hoffnungslauf / Viertelfinale | Hoffnungslauf / Viertelfinale | Hoffnungslauf / Viertelfinale | Halbfinale  | Halbfinale | Halbfinale    | Finale      | Finale | Rang |
| Athleten                            | Wettbewerb                  | Zeit        | Rang    | Qualifikation | Zeit                          | Rang                          | Qualifikation                 | Zeit        | Rang       | Qualifikation | Zeit        | Rang   | Rang |
| ----------------------------------- | --------------------------- | ----------- | ------- | ------------- | ----------------------------- | ----------------------------- | ----------------------------- | ----------- | ---------- | ------------- | ----------- | ------ | ---- |
| Frauen                              |                             |             |         |               |                               |                               |                               |             |            |               |             |        |      |
| Magdalena Lobnig                    | Einer                       | 7:39,39 min | 2       | Viertelfinale | 7:40,07 min                   | 3                             | Halbfinale A/B                | 7:40,02 min | 6          | Finale B      | 7:30,54 min | 4      | 10   |
| Louisa Altenhuber Lara Tiefenthaler | Leichtgewichts-Doppelzweier | 7:24,14 min | 4       | Hoffnungslauf | 7:17,77 min                   | 2                             | Halbfinale A/B                | 7:19,70 min | 5          | Finale B      | 7:10,02 min | 4      | 10   |

### Schießen
| Athleten                        | Wettbewerb                                 | Qualifikation   | Qualifikation | Finale          | Finale        |
| Athleten                        | Wettbewerb                                 | Ringe/ Scheiben | Rang          | Ringe/ Scheiben | Rang          |
| ------------------------------- | ------------------------------------------ | --------------- | ------------- | --------------- | ------------- |
| Frauen                          |                                            |                 |               |                 |               |
| Nadine Ungerank                 | 50 m Kleinkalibergewehr Dreistellungskampf | 589             | 7             | 432,1           | 5             |
| Nadine Ungerank                 | 10 m Luftgewehr                            | 626,1           | 28            | ausgeschieden   | ausgeschieden |
| Sylvia Steiner                  | 10 m Luftpistole                           | 569             | 27            | ausgeschieden   | ausgeschieden |
| Sylvia Steiner                  | 25 m Sportpistole                          | 581             | 17            | ausgeschieden   | ausgeschieden |
| Männer                          |                                            |                 |               |                 |               |
| Alexander Schmirl               | 50 m Kleinkalibergewehr Dreistellungskampf | 585             | 28            | ausgeschieden   | ausgeschieden |
| Alexander Schmirl               | 10 m Luftgewehr                            | 627,7           | 26            | ausgeschieden   | ausgeschieden |
| Andreas Thum                    | 50 m Kleinkalibergewehr Dreistellungskampf | 580             | 35            | ausgeschieden   | ausgeschieden |
| Martin Strempfl                 | 10 m Luftgewehr                            | 627,2           | 28            | ausgeschieden   | ausgeschieden |
| Mixed                           |                                            |                 |               |                 |               |
| Nadine Ungerank Martin Strempfl | 10 m Luftgewehr Mannschaft                 | 625,5           | 15            | ausgeschieden   | ausgeschieden |

### Schwimmen
| Athleten                                                      | Wettbewerb          | Vorlauf     | Vorlauf | Halbfinale    | Halbfinale    | Finale        | Finale        | Rang |
| Athleten                                                      | Wettbewerb          | Zeit        | Rang    | Zeit          | Rang          | Zeit          | Rang          | Rang |
| ------------------------------------------------------------- | ------------------- | ----------- | ------- | ------------- | ------------- | ------------- | ------------- | ---- |
| Frauen                                                        |                     |             |         |               |               |               |               |      |
| Lena Kreundl                                                  | 200 m Lagen         | 2:15,04 min | 24      | ausgeschieden | ausgeschieden | ausgeschieden | ausgeschieden | 24   |
| Männer                                                        |                     |             |         |               |               |               |               |      |
| Felix Auböck                                                  | 200 m Freistil      | DNS         | DNS     | DNS           | DNS           | DNS           | DNS           | DNS  |
| Felix Auböck                                                  | 400 m Freistil      | 3:50,50 min | 24      | —             | —             | ausgeschieden | ausgeschieden | 24   |
| Felix Auböck                                                  | 800 m Freistil      | 7:48,49 min | 13      | —             | —             | ausgeschieden | ausgeschieden | 13   |
| Felix Auböck                                                  | 10 km Freiwasser    | —           | —       | —             | —             | 2:03:00,5 h   | 24            | 24   |
| Bernhard Reitshammer                                          | 100 m Brust         | 59,68 s     | 11      | 1:00,18 min   | 15            | ausgeschieden | ausgeschieden | 15   |
| Bernhard Reitshammer                                          | 100 m Rücken        | 55,13 s     | 36      | ausgeschieden | ausgeschieden | ausgeschieden | ausgeschieden | 36   |
| Simon Bucher                                                  | 100 m Schmetterling | 51,55 s     | 13      | 51,35 s       | 10            | ausgeschieden | ausgeschieden | 10   |
| Martin Espernberger                                           | 200 m Schmetterling | 1:55,19 min | 5       | 1:54,62 min   | 8             | 1:54,17 min   | 6             | 6    |
| Valentin Bayer Simon Bucher Heiko Gigler Bernhard Reitshammer | 4 × 100 m Lagen     | 3:34,03 min | 12      | —             | —             | ausgeschieden | ausgeschieden | 12   |
| Jan Hercog                                                    | 10 km Freiwasser    | —           | —       | —             | —             | 2:01:03,8 h   | 21            | 21   |

### Segeln
| Athleten                       | Wettbewerb        | Qualifikation | Qualifikation | Halbfinale    | Halbfinale    | Medal Race    | Medal Race    | Punkte | Rang |
| Athleten                       | Wettbewerb        | Punkte        | Rang          | Punkte        | Rang          | Punkte        | Rang          | Punkte | Rang |
| ------------------------------ | ----------------- | ------------- | ------------- | ------------- | ------------- | ------------- | ------------- | ------ | ---- |
| Frauen                         |                   |               |               |               |               |               |               |        |      |
| Lorena Abicht                  | Windsurfen iQFoiL | 242           | 23            | ausgeschieden | ausgeschieden | ausgeschieden | ausgeschieden | 242    | 23   |
| Alina Kornelli                 | Formula Kite      | 47            | 11            | ausgeschieden | ausgeschieden | ausgeschieden | ausgeschieden | 47     | 11   |
| Männer                         |                   |               |               |               |               |               |               |        |      |
| Valentin Bontus                | Formula Kite      | 20            | 4             | 3             | 1             | 3             | 1             | —      | Gold |
| Benjamin Bildstein David Hussl | 49er              | 122           | 14            | —             | —             | ausgeschieden | ausgeschieden | 122    | 14   |
| Mixed                          |                   |               |               |               |               |               |               |        |      |
| Lara Vadlau Lukas Mähr         | 470er             | 24            | 1             | —             | —             | 14            | 7             | 38     | Gold |
| Lukas Haberl Tanja Frank       | Nacra 17          | 133           | 15            | —             | —             | ausgeschieden | ausgeschieden | 133    | 15   |

### Sportklettern
Kombination
| Athleten       | Qualifikation | Qualifikation | Qualifikation | Qualifikation | Qualifikation | Qualifikation | Finale   | Finale   | Finale   | Finale | Finale   | Rang   |
| Athleten       | Bouldern      | Bouldern      | Lead          | Lead          | Ergebnis      | Rang          | Bouldern | Bouldern | Lead     | Lead   | Ergebnis | Rang   |
| Athleten       | Ergebnis      | Rang          | Ergebnis      | Rang          | Ergebnis      | Rang          | Ergebnis | Rang     | Ergebnis | Rang   | Ergebnis | Rang   |
| -------------- | ------------- | ------------- | ------------- | ------------- | ------------- | ------------- | -------- | -------- | -------- | ------ | -------- | ------ |
| Frauen         |               |               |               |               |               |               |          |          |          |        |          |        |
| Jessica Pilz   | 68,8          | 6             | 88,1          | 3             | 156,9         | 2             | 59,3     | 6        | 88,1     | 2      | 147,4    | Bronze |
| Männer         |               |               |               |               |               |               |          |          |          |        |          |        |
| Jakob Schubert | 44,7          | 6             | 54,1          | 6             | 98,8          | 5             | 43,6     | 5        | 96,0     | 1      | 139,6    | Bronze |

### Synchronschwimmen
| Athletinnen                                  | Wettbewerb | Technische Kür | Technische Kür | Freie Kür | Freie Kür | Akrobatische Kür | Akrobatische Kür | Gesamt   | Gesamt |
| Athletinnen                                  | Wettbewerb | Punkte         | Rang           | Punkte    | Rang      | Punkte           | Rang             | Punkte   | Rang   |
| -------------------------------------------- | ---------- | -------------- | -------------- | --------- | --------- | ---------------- | ---------------- | -------- | ------ |
| Frauen                                       |            |                |                |           |           |                  |                  |          |        |
| Anna-Maria Alexandri Eirini-Marina Alexandri | Duett      | 267,2533       | 2              | 288,4145  | 5         | —                | —                | 555,6678 | 4      |

### Taekwondo
Erstmals seit Athen 2004 hat Österreich eine Athletin für die Spiele qualifiziert. Marlene Jahl sicherte sich ihren Platz durch die Neuvergabe von Quoten für einzelne neutrale Athleten in ihrer eigenen Division beim Europäischen Taekwondo-Olympia-Qualifikationsturnier 2024, in Sofia, Bulgarien
| Athleten     | Wettbewerb        | Achtelfinale | Achtelfinale | Viertelfinale | Viertelfinale | Hoffnungsrunde Halbfinale | Hoffnungsrunde Halbfinale | Halbfinale    | Halbfinale    | Hoffnungsrunde Finale | Hoffnungsrunde Finale | Finale        | Finale        | Rang |
| Athleten     | Wettbewerb        | Gegner       | Ergebnis     | Gegner        | Ergebnis      | Gegner                    | Ergebnis                  | Gegner        | Ergebnis      | Gegner                | Ergebnis              | Gegner        | Ergebnis      | Rang |
| ------------ | ----------------- | ------------ | ------------ | ------------- | ------------- | ------------------------- | ------------------------- | ------------- | ------------- | --------------------- | --------------------- | ------------- | ------------- | ---- |
| Frauen       |                   |              |              |               |               |                           |                           |               |               |                       |                       |               |               |      |
| Marlene Jahl | Klasse über 67 kg | Zhou Z.      | 0:2          | ausgeschieden | ausgeschieden | ausgeschieden             | ausgeschieden             | ausgeschieden | ausgeschieden | ausgeschieden         | ausgeschieden         | ausgeschieden | ausgeschieden | 11   |

### Tennis
Über die ATP- und WTA-Ranglisten qualifizierten sich zwei österreichische Tennisspieler für die Olympischen Spiele.
| Athleten        | Wettbewerb | 1. Runde   | 1. Runde | 2. Runde      | 2. Runde      | Achtelfinale  | Achtelfinale  | Viertelfinale | Viertelfinale | Halbfinale    | Halbfinale    | Finale / Platz 3 | Finale / Platz 3 | Rang |
| Athleten        | Wettbewerb | Gegner     | Ergebnis | Gegner        | Ergebnis      | Gegner        | Ergebnis      | Gegner        | Ergebnis      | Gegner        | Ergebnis      | Gegner           | Ergebnis         | Rang |
| --------------- | ---------- | ---------- | -------- | ------------- | ------------- | ------------- | ------------- | ------------- | ------------- | ------------- | ------------- | ---------------- | ---------------- | ---- |
| Frauen          |            |            |          |               |               |               |               |               |               |               |               |                  |                  |      |
| Julia Grabher   | Einzel     | E. Navarro | 2:6, 0:6 | ausgeschieden | ausgeschieden | ausgeschieden | ausgeschieden | ausgeschieden | ausgeschieden | ausgeschieden | ausgeschieden | ausgeschieden    | ausgeschieden    | 33   |
| Männer          |            |            |          |               |               |               |               |               |               |               |               |                  |                  |      |
| Sebastian Ofner | Einzel     | R. Haase   | 7:5, 6:2 | D. Medwedew   | 2:6, 2:6      | ausgeschieden | ausgeschieden | ausgeschieden | ausgeschieden | ausgeschieden | ausgeschieden | ausgeschieden    | ausgeschieden    | 17   |

### Tischtennis
Über die ITTF-Weltrangliste konnten sich zwei österreichische Tischtennisspieler für die Olympischen Spiele qualifizieren.
| Athleten        | Wettbewerb | 1. Runde | 1. Runde | 2. Runde         | 2. Runde | 3. Runde      | 3. Runde      | Achtelfinale  | Achtelfinale  | Viertelfinale | Viertelfinale | Halbfinale    | Halbfinale    | Finale / Platz 3 | Finale / Platz 3 | Rang |
| Athleten        | Wettbewerb | Gegner   | Erg.     | Gegner           | Erg.     | Gegner        | Erg.          | Gegner        | Erg.          | Gegner        | Erg.          | Gegner        | Erg.          | Gegner           | Erg.             | Rang |
| --------------- | ---------- | -------- | -------- | ---------------- | -------- | ------------- | ------------- | ------------- | ------------- | ------------- | ------------- | ------------- | ------------- | ---------------- | ---------------- | ---- |
| Frauen          |            |          |          |                  |          |               |               |               |               |               |               |               |               |                  |                  |      |
| Sofia Polcanova | Einzel     | Freilos  | Freilos  | A. Cossío Aceves | 4:0      | Shao J.       | 4:2           | B. Szőcs      | 4:0           | Chen M.       | 0:4           | ausgeschieden | ausgeschieden | ausgeschieden    | ausgeschieden    | 5    |
| Männer          |            |          |          |                  |          |               |               |               |               |               |               |               |               |                  |                  |      |
| Daniel Habesohn | Einzel     | Freilos  | Freilos  | Á. Robles        | 2:4      | ausgeschieden | ausgeschieden | ausgeschieden | ausgeschieden | ausgeschieden | ausgeschieden | ausgeschieden | ausgeschieden | ausgeschieden    | ausgeschieden    | 17   |

### Triathlon
Über die Einzel-Qualifikationsrangliste erhielt Österreich je zwei Startplätze bei den Frauen und Männern. Damit konnte auch eine österreichische Mixed-Staffel in Paris an den Start gehen.
| Athleten                                             | Wettbewerb | Zeit      | Rang |
| ---------------------------------------------------- | ---------- | --------- | ---- |
| Frauen                                               |            |           |      |
| Julia Hauser                                         | Einzel     | 2:01:44 h | 32   |
| Lisa Perterer                                        | Einzel     | 2:07:27 h | 50   |
| Männer                                               |            |           |      |
| Tjebbe Kaindl                                        | Einzel     | 1:49:01 h | 33   |
| Alois Knabl                                          | Einzel     | 1:46:23 h | 23   |
| Mixed                                                |            |           |      |
| Julia Hauser Lisa Perterer Tjebbe Kaindl Alois Knabl | Staffel    | LAP       | DNF  |

### Turnen

#### Gerätturnen
| Athleten      | Wettbewerb       | Qualifikation | Qualifikation | Finale        | Finale        | Rang |
| Athleten      | Wettbewerb       | Punkte        | Rang          | Punkte        | Rang          | Rang |
| ------------- | ---------------- | ------------- | ------------- | ------------- | ------------- | ---- |
| Frauen        |                  |               |               |               |               |      |
| Charlize Mörz | Boden            | 11,733        | 70            | ausgeschieden | ausgeschieden | 70   |
| Charlize Mörz | Schwebebalken    | 11,100        | 75            | ausgeschieden | ausgeschieden | 75   |
| Charlize Mörz | Stufenbarren     | 11,766        | 70            | ausgeschieden | ausgeschieden | 70   |
| Charlize Mörz | Mehrkampf Einzel | 47,099        | 57            | ausgeschieden | ausgeschieden | 57   |

#### Trampolinturnen
| Athleten     | Wettbewerb | Qualifikation | Qualifikation | Finale        | Finale        | Rang |
| Athleten     | Wettbewerb | Punkte        | Rang          | Punkte        | Rang          | Rang |
| ------------ | ---------- | ------------- | ------------- | ------------- | ------------- | ---- |
| Männer       |            |               |               |               |               |      |
| Benny Wizani | Einzel     | 54,990        | 15            | ausgeschieden | ausgeschieden | 15   |

### Wasserspringen
| Athleten    | Wettbewerb        | Vorkampf | Vorkampf | Halbfinale    | Halbfinale    | Finale        | Finale        | Rang |
| Athleten    | Wettbewerb        | Punkte   | Rang     | Punkte        | Rang          | Punkte        | Rang          | Rang |
| ----------- | ----------------- | -------- | -------- | ------------- | ------------- | ------------- | ------------- | ---- |
| Männer      |                   |          |          |               |               |               |               |      |
| Anton Knoll | Turmspringen 10 m | 321,55   | 23       | ausgeschieden | ausgeschieden | ausgeschieden | ausgeschieden | 23   |